# Laye, Burkina Faso
Laye là một tổng thuộc  tỉnh Kourwéogo ở trung bộ  Burkina Faso. Thủ phủ là thị xã Laye. Theo điều tra dân số năm 1996, tổng này có tổng dân số 11.915 người.

## Các thị xã và làng xã
- Thị xã Laye	(5 136 dân) (thủ phủ)
- Barama	(978 dân)
- Boulala	(981 dân)
- Gantin	(825 dân)
- Gantogodo	(998 dân)
- Sapeo	(785 dân)
- Laye yarcé	(226 dân)
- Sondre	(570 dân)
- Wanonghin	(202 dân)
- Yactenga	(1 214 dân)